# Paridad de tasas de interés
La paridad de tasas de interés es una condición que representa un estado de equilibrio en el que los inversores son indiferentes a las tasas de interés disponibles en depósitos bancarios en dos países diferentes, sin arbitraje.
El hecho de que esta condición no siempre se cumpla permite oportunidades potenciales de obtener ganancias sin riesgo con operaciones de arbitraje de tasas de interés. 
La paridad de tasas de interés se basa en dos supuestos centrales, la movilidad del capital y la sustitución perfecta de los activos nacionales y extranjeros. Teniendo en cuenta el equilibrio del mercado de divisas, la condición de paridad de tipos de interés implica que el rendimiento esperado de los activos domésticos será igual al rendimiento esperado de los activos en moneda extranjera ajustado por el tipo de cambio. Los inversores a continuación, no pueden obtener beneficios de arbitraje por los préstamos en un país con una tasa de interés más baja, el intercambio de moneda extranjera, y la inversión en un país extranjero con una tasa de interés más alta, debido a las ganancias o pérdidas de intercambio de vuelta a su moneda nacional en el vencimiento. La paridad de tasas de interés adquiere dos formas diferentes:
- la paridad de tasas de interés sin cobertura se refiere a la condición de paridad en los que la exposición al riesgo de cambio (cambios no anticipados en los tipos de cambio) es desinhibida,
- la paridad de la tasa de interés cubierta se refiere a la condición en la que se ha utilizado un contrato forward para cubrir (eliminar la exposición) el riesgo de tipo de cambio.

Los economistas han encontrado evidencia empírica de que la paridad del tipo de interés cubierta funciona, aunque no con precisión debido a los efectos de diversos riesgos, costos, impuestos, y las diferencias finales en la liquidez.

## Formulación matemática
La formulación matemática de relación de paridad descubierta de los tipos de interés o simplemente condición de la paridad de los tipos de interés es la siguiente:
{\displaystyle (1+i_{\$})={\frac {E_{t}(S_{t+k})}{S_{t}}}(1+i_{c})}
donde:
{\displaystyle E_{t}(S_{t+k})} es el tipo de cambio esperado en el momento t + k
{\displaystyle k} es el número de periodos que van de momento actual (t) hasta el momento futuro
{\displaystyle S_{t}} es el tipo de cambio en el momento t
{\displaystyle i_{\$}} es la tasa de interés en un país (por ejemplo Estados Unidos)
{\displaystyle i_{c}} es la tasa de interés en otro país (por ejemplo, la eurozona)